# Weinitzen
Weinitzen es un municipio situado en el distrito de Graz-Umgebung, en el estado de Estiria, Austria. Tiene una población estimada, a inicios de 2023, de 2712 habitantes.
Está ubicado en el centro del estado, cerca de la ciudad de Graz —la capital del estado— y del río Mura —un afluente del río Drava que, a su vez, es afluente del Danubio—.